# Synthèse par modélisation physique
La synthèse par modélisation physique consiste à produire des sons à partir d'un modèle informatique décrivant les propriétés physiques d'objets virtuels. Un processus de simulation numérique est utilisé pour calculer les mouvements et oscillations de ces objets lorsqu'ils sont mis en mouvement (ou excités), qui donnent naissance au son synthétisé.
Les techniques de synthèse "classiques" (synthèse additive, soustractive, granulaire, etc.) permettent de créer des sons de toutes pièces, à partir, éventuellement d'une décomposition (analyse) et d'une recomposition (synthèse) des différents composants du spectre sonore. La synthèse par modèle physique fonctionne dans l'autre sens : on donne les caractéristiques physiques (dimensions, densité, élasticité, viscosité, etc.) de l'objet que l'on veut "écouter" et de l'objet chargé de l'exciter, selon une démarche qu'on peut comparer à la lutherie. Dans un deuxième temps, le modèle ainsi fabriqué est joué, en temps réel ou en temps différé, c'est-à-dire que l'on va simuler son comportement en réaction à ses excitations qui le déplacent de son état de repos et entraînent l'apparition d'oscillations acoustiques.
Cette idée est très ancienne dans l'histoire de la synthèse sonore (qui ne l'est pas beaucoup), mais les solutions pratiques sont finalement assez peu nombreuses.
En effet, si l'on cherche à décrire, avec les outils de la physique, l'intégralité des paramètres qui interviennent dans la formation du son d'un violoncelle, de la force du bras qui tient l'archet jusqu'à la manière dont sont filées les cordes, on arrive très vite à une quantité de paramètres totalement inutilisable pour la majorité des musiciens (même si le problème est très intéressant du point de vue de la physique).

## Différentes méthodes
Il existe plusieurs méthodes de synthèse par modèle physique, chacune utilisant un paradigme différent pour décrire de manière, sinon simple, du moins à peu près utilisable, des objets vibrants à destination musicale.

### Synthèse modale
La synthèse modale utilise des modèles simples (corde, plaque ...) combinés entre eux. Toute la complexité est masquée par le modèle, et on en contrôle les paramètres de manière relativement simple (suivant l'interface dont on dispose). Ce type d'approche est toutefois limité aux modèles existants (leur création et est réservée aux spécialistes) et ce n'est pas une approche pensée pour l'interaction, même si la puissance des machines permet d'utiliser de plus en plus de techniques en temps réel.

### Guide d'ondes numérique
Le guide d'ondes numérique inventé par Julius Orion Smith en 1985 permet de modéliser des cordes et des tuyaux. L'algorithme a été conçu en utilisant des outils mathématiques adaptés au calcul par ordinateur et est donc très rapide à calculer, en permettant l'utilisation dans des synthétiseurs : le VL-1 de Yamaha est ainsi le premier synthétiseur à proposer d'utiliser des modèles physiques pour générer des sons grâce à cette technique.

### Algorithme de Karplus-Strong
L'algorithme de Karplus-Strong est un modèle de corde pincée très efficace qui résout en particulier le problème de l'attaque et de l'apparition progressive des harmoniques dans les premiers instants de l'émission de la note. Le site de Julius O. Smith héberge quelques exemples sonores.

### Modélisation physique particulaire
La modélisation physique particulaire représente les objets physiques comme des assemblages de masses ponctuelles en interaction répondant aux lois de Newton. Initiée par l'ACROE, cette méthode a par la suite été mise en œuvre par d'autres centres de recherche, en particulier à l'Université de York (Cymatic, Tao).
Ces diverses méthodes de formalisation d'objets vibrants sont d'un accès plutôt difficile au musicien habitué à contrôler le son de l'instrument par les mouvements de ses doigts, de sa bouche ou les variations de son souffle. L'apprentissage et la manière dont on trouve un son particulier sont souvent le fait d'une expérience intuitive difficile quand on manipule des outils très abstraits. Certains laboratoires comme l'ACROE développent des outils permettant l'interaction forte d'un humain avec des modèles physiques en couplant des systèmes de capture de geste à retour d'efforts à des outils de génération de son en temps réel. On recrée ainsi complètement un modèle virtuel d'instrument.

YAMAHA VL1

Le premier synthétiseur duophonique à modélisation physique digne de ce nom fut le Yamaha VL1. les sons de cuivres ou de bois tels saxo, oboe, étaient controlés par un breath control BC3   (contrôleur de pression de souffle en temps réel). un modèle polyphonique VP1 a été fabriqué par Yamaha mais n'a pas été commercialisé. Le Yamaha a été commercialisé en 1996-1999. Son prix élevé a limité le nombre de modèles construits. Des alternatives logicielles telles que samplemodeling ou audiomodeling sont aujourd'hui aussi probantes à un prix bien plus accessible.

## Logiciels
- CORDIS - ANIMA
- GENESIS (s'appuie sur le formalisme CORDIS - ANIMA)
- STK
- Audiomodeling
- Samplemodeling
- Pianoteq

voici un lien youtube permettant d'écouter des sons de clarinettes, de flutes, de flutes ethniques de saxo. ces sons ont été produits par un VL70 puis par les logiciels d'audiomodeling et samplemodeling. ainsi on peut comparer l'évolution de cette technologie, et la qualité actuelle de la reproduction de ces sons. https://www.youtube.com/watch?time_continue=175&v=Kgnxt2Sa2cI&feature=emb_logo